# Elatostema schizocephalum
Elatostema schizocephalum är en nässelväxtart som beskrevs av Wen Tsai Wang. Elatostema schizocephalum ingår i släktet Elatostema och familjen nässelväxter. Inga underarter finns listade i Catalogue of Life.